# Hechi
Hechi (chiń. 河池; pinyin Héchí) – miasto o statusie prefektury miejskiej w południowych Chinach, w regionie autonomicznym Kuangsi. W 2010 roku liczba mieszkańców miasta wynosiła 107 288. Prefektura miejska w 1999 roku liczyła 3 756 119 mieszkańców.